# Rufus Gore
Rufus Gore (* um 1925) war ein US-amerikanischer Jump-Blues- und Rhythm-&-Blues-Musiker (Tenorsaxophon, Gesang).
Gore war ab 1949 Solist in der R&B-Band von Tiny Bradshaw („I'm Going to Have Myself a Ball“, 1950) 1953/54 begleitete er Esther Phillips, Wynonie Harris und Lula Reed. Unter eigenem Namen legte er 1954/55 bei King Records die Singles „Rib Tips“, „Big Ends“ und „Firewater“ vor, letzterer ein Titel des Songwriters Henry Glover. Ferner arbeitete er mit Red Prysock. Von Chicago zog er um 1957/58 nach New Orleans, wo er u. a. mit James Booker, Allen Toussaint, Little Willie John und Moon Mullican spielte. Im Bereich des Jazz war er zwischen 1949 und 1957 an 23 Aufnahmesessions beteiligt.